# Guilherme IV de Monferrato
Guilherme IV de Monferrato (em italiano:  Guglielmo IV del Monferrato, 1030 ca.- 1100) foi marquês de Monferrato de 1084 a 1100.

## Biografia
Não se conhece a data exata de nascimento de Guilherme IV, mas pode-se afirmar que foi entre 1030 e 1035. Era filho de Otão II de Monferrato e de Constança de Saboia.
Foi citado pela primeira vez em um documento de 1059 redigido em Savona, no qual ele limita seus poderes sobre a cidade, provavelmente induzido por pedidos dos cidadãos.
Em outro documento, de 1093, no qual Henrique IV da Francônia doa o monastério de Breme à igreja de Pavia, foi citado entre os presentes como "marquês Guilherme".
O ato mais importante referente a Guilherme IV é porém datado de 15 de setembro de 1096, no qual  concede à igreja de Santo Stefano di Allein os direitos que ele possuía sobre a mesma.
Do matrimônio com Ota de Agliè, filha de Teobaldo de Agliè, Guilherme teve o filho e sucessor
Rainério. Do matrimônio precedente, nsceram outros dois filhos, dos quais não se sabe quase nada.